# Marco Mengoni
Marco Mengoni (ur. 25 grudnia 1988 w Ronciglione) – włoski piosenkarz.
Zwycięzca trzeciej edycji programu The X Factor (2009), zdobywca Europejskiej Nagrody Muzycznej MTV dla najlepszego europejskiego wykonawcy (2010 i 2015). Dwukrotny zwycięzca Festiwalu Piosenki Włoskiej w San Remo (w 2013 i 2023) oraz dwukrotny reprezentant Włoch podczas Konkursu Piosenki Eurowizji (w 2013 i 2023).

## Życiorys
Urodził się w 25 grudnia 1988 w Ronciglione, gdzie się również wychowywał. Jest jedynym dzieckiem pary Nadi i Maurizio Mengoniego. W wieku 14 lat, ucząc się w szkole średniej, zaczął pobierać lekcje śpiewu, aby następnie wstąpić do pięcioosobowej grupy wokalnej. Po ukończeniu szkoły wyprowadził się do Rzymu, gdzie studiował filologię. Podczas studiów regularnie pracował jako barman i występował zarówno w barach, jak i na weselach. W tym samym czasie po raz pierwszy wszedł do branży nagrań muzycznych, pracując jako mikser dźwięku i programista muzyczny.

W 2009 wziął udział w przesłuchaniach do trzeciej edycji programu The X Factor. Po udanym występie na castingu (z coverem piosenki Eduardo De Crescenzo „Uomini semplici”) trafił do drużyny „16-24” prowadzonej przez Morgana i ostatecznie dotarł do odcinków na żywo. W trakcie udziału w programie otrzymywał słowa uznania i gratulacje od wielu włoskich artystów, takich jak Mina, Giorgia, Elisa czy Adriano Celentano. 2 grudnia 2009 zwyciężył w finale programu, za co odebrał główną nagrodę w postaci kontraktu muzycznego, czek o wartości 300 tys. euro oraz zapewnionego miejsca w gronie uczestników Festiwalu Piosenki Włoskiej w San Remo. W tym czasie wydał również swój debiutancki singiel, „Dove si vola”, z którym zadebiutował na pierwszym miejscu włoskiej listy przebojów, a także minialbum o tej samej nazwie zawierający m.in. zapis dźwiękowy jego występów z X-Factora. Z minialbumem dotarł do ósmego miejsca na liście najczęściej kupowanych płyt w kraju. 

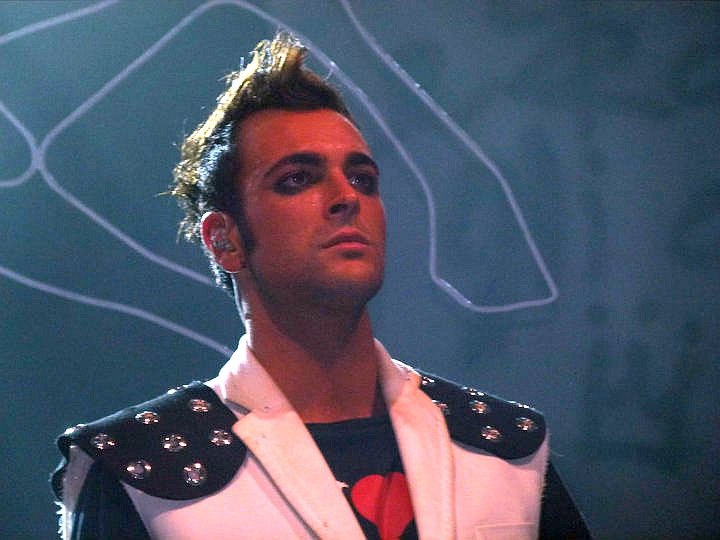
Mengoni (2010)

W lutym 2010 zajął trzecie miejsce z piosenką „Credimi ancora” wziął udział na 60. Festiwalu Piosenki Włoskiej w San Remo. Z singlem dotarł do trzeciego miejsca list przebojów we Włoszech, a za osiągnięcie wysokich wyników sprzedaży otrzymał status platynowej płyty od FIMI. 17 lutego 2010 wydał EP-kę pt. Re matto, z którą przez kolejne cztery tygodnie plasował się na pierwszym miejscu włoskiej listy najczęściej kupowanych płyt. Minialbum promował singlami: „Stanco (Deeper Inside)” i „In un giorno qualunque”, a także trasą koncertową Re matto live obejmującą 56 dwugodzinnych występów we Włoszech; choreografię na koncerty ułożył mu Luca Tommassini. Zapis z koncertu wydał 19 października 2010 w formie albumu koncertowego pt. Re matto live, który zadebiutował na pierwszym miejscu włoskiej listy najlepszych albumów i otrzymał status platynowej płyty od FIMI. Również w 2010 otrzymał Nagrodę TRL dla mężczyzny roku oraz Europejską Nagrodę Muzyczną MTV dla najlepszego włoskiego i europejskiego wykonawcy, zostając pierwszym Włochem, który tego dokonał.
W 2011 kontynuował pracę nad materiałem na swój debiutancki album studyjny. 2 września wydał singiel „Solo (Vuelta al ruedo)”, a pod koniec miesiąca cały album, Solo 2.0. Współtworzył większość piosenek na płytę, w trakcie tworzenia współpracował także z kompozytorami, takimi jak Neffa czy Dente. Album zawierał utwory zachowane w klimacie elektroniczno-rockowym. Wśród piosenek znalazły się te nagrane z orkiestrą pod batutą Fabio Guriana oraz przez włoski zespół a cappella Cluster. Z albumem zadebiutował na pierwszym miejscu listy sprzedaży we Włoszech. Pozostałymi singlami z płyty były piosenki „Tanto il resto cambia” i „Dall’inferno”. Również w 2011 nagrał duety na dwie płyty innych wykonawców: Questo amore Lucio Dallą (w piosence „Meri Luis”) i Sei Zero Renato Zero (w utworze „Per non essere così”). Pod koniec roku wyruszył w trasę koncertową pt. Solo tour 2.0, którą rozpoczął występem w Mediolanie. W kwietniu 2012 zorganizował drugą część trasy, podczas której towarzyszyły mu na scenie Andrea Rigonat oraz Elisa.

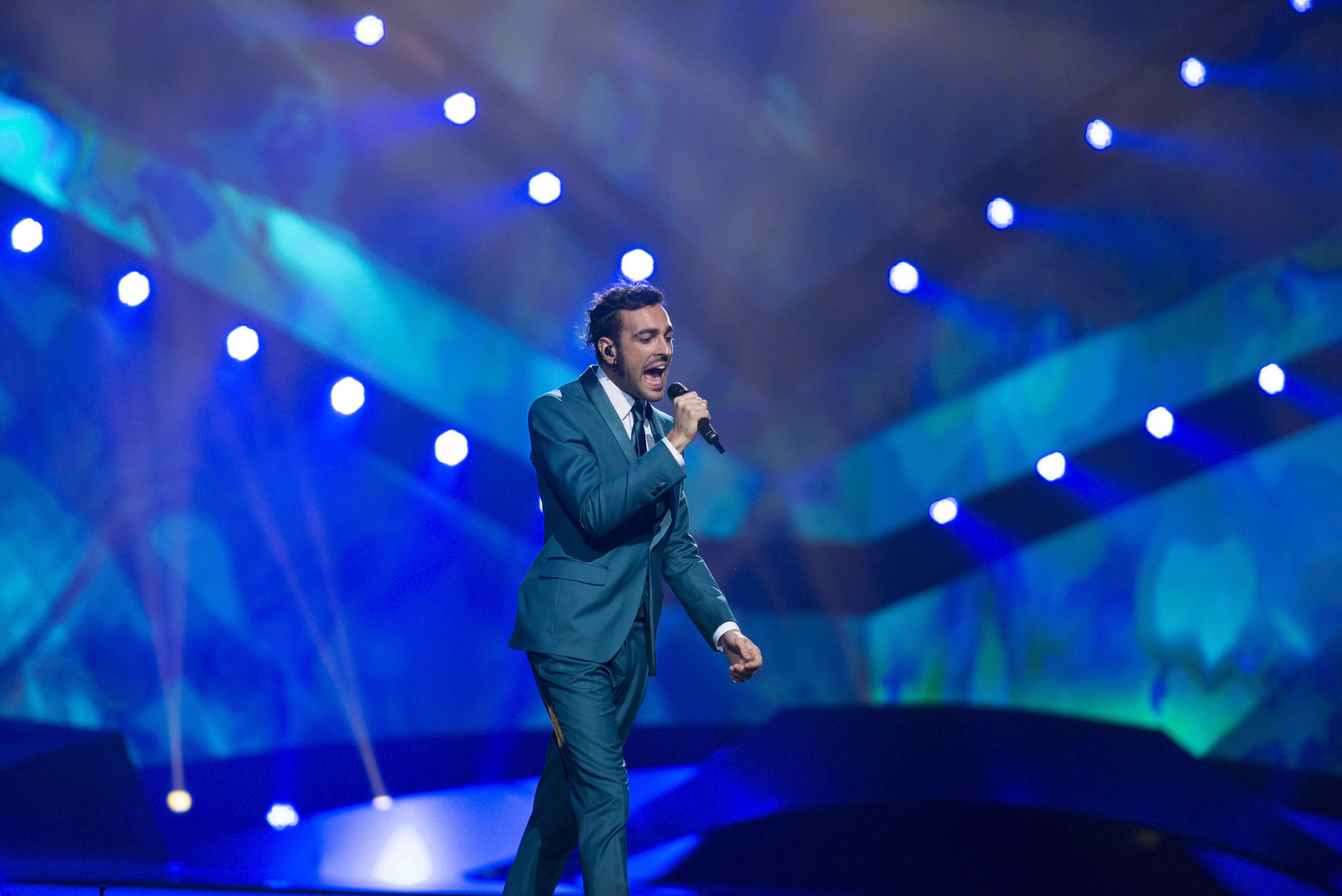
Mengoni podczas 58. Konkursu Piosenki Eurowizji w Malmö (2013)

W lutym 2013 z utworem „L’essenziale” brał udział w 63. Festiwalu Piosenki Włoskiej w San Remo (do konkursu zgłosił się również z „Bellissimo”) i ostatecznie zwyciężył w koncercie finałowym. Tego samego wieczoru został wytypowany przez komisję sędziowską do reprezentowania Włoch podczas 58. Konkursu Piosenki Eurowizji w Malmö. Przed udziałem w konkursie nagrał nową, krótszą wersję piosenki „L’essenziale”. 18 maja zajął siódme miejsce w finale Eurowizji 2013. Z utworem „L’essenziale” zadebiutował na pierwszym miejscu notowania Italian Digital Downloads i utrzymał się na szczycie listy przez kolejne siedem tygodni. Utwory „L’essenziale” i „Bellissimo” umieścił na swoim drugim albumie pt. #Prontoacorrere, który wydał 19 marca 2013 i który współtworzył m.in. z Markiem Owenem, Gianną Nannini, Ivano Fossatim i Cesare Cremoninim oraz Michele Canovą jako producentem. Za wysokie wyniki sprzedaży albumu otrzymał certyfikat platynowej płyty. Płytę promował również singlami: „Pronto a correre” i „Non passerai”, które dotarły do pierwszej dziesiątki zestawienia przebojów we Włoszech, a także „Non me ne accorgo” i „La valle dei re”. W listopadzie otrzymał nominację do Europejskiej Nagrody Muzycznej MTV dla najlepszego europejskiego wykonawcy. Również w 2013 odbył trasę koncertową pt. L’Essenziale Anteprima Tour – L’Essenziale Tour.

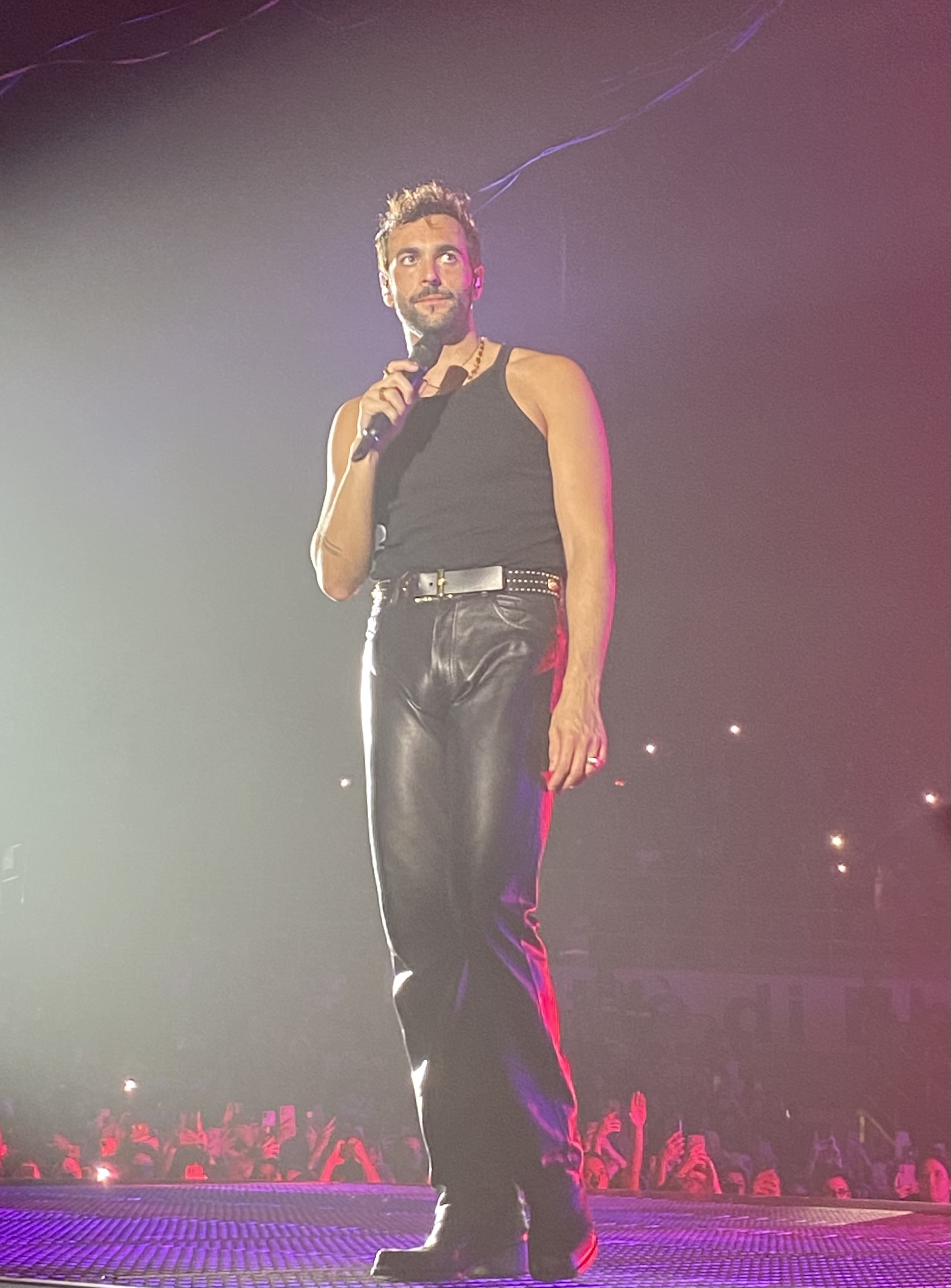
Mengoni (2022)

W 2014 zaczął pracę nad materiałem na nowy album. W listopadzie wydał singiel „Guerriero”, a w styczniu 2015 cały album pt. Parole in circolo, z którym dotarł do pierwszego miejsca włoskiej listy sprzedaży. Album promował singlami: „Esseri umani” i „Io ti aspetto”. Za wydawnictwo odebrał certyfikat podwójnej platynowej płyty za sprzedaż w ponad 100 tys. egzemplarzy we Włoszech. Również w 2015 po raz drugi zdobył Europejską Nagrodę Muzyczną MTV dla najlepszego włoskiego wykonawcy, a 25 października odebrał nagrodę MTV dla najlepszego europejskiego wykonawcy. 4 grudnia wydał album pt. Le cose che non ho, który promował singlami: „Ti ho voluto bene veramente”, „Parole in circolo” i „Solo due satelliti”. W międzyczasie odbył ogólnokrajową trasę koncertową pt. Mengoni Live 2016. Zapis audiowizualny z jednego z koncertów wydał 25 listopada 2016 na albumie pt. Marco Mengoni Live, z którym zadebiutował na pierwszym miejscu krajowej listy sprzedaży oraz uzyskał za niego status platynowej płyty. W 2017 wydał epkę pt. Onde i singiel „Come neve”, który nagrał w duecie z Giorgią. W listopadzie 2018 wydał album pt. Atlantico, który promował singlami: „Buona vita” i „Voglio”. 18 stycznia 2019 premierę miał jego pierwszy hiszpańskojęzyczny album pt. Atlantico, na którym umieścił singiel „Quiero”.
W lutym 2023 z utworem „Due vite” zwyciężył w 73. Festiwalu Piosenki Włoskiej w San Remo, a po koncercie finałowym potwierdzono, że zostanie reprezentantem Włoch podczas 67. Konkursu Piosenki Eurowizji w Liverpoolu. 13 maja wystąpił jako jedenasty w kolejności w finale konkursu i zajął w nim 4. miejsce po zdobyciu 350 punktów, w tym 174 pkt od telewidzów (6. miejsce) i 176 pkt od jurorów (3. miejsce).

## Dyskografia
- Solo 2.0 (2011)
- Prontoacorrere (2013)
- Parole in circolo (2015)
- Le cose che non ho (2015)
- Atlantico (2018)
- Atlántico (2019)

## Trasy koncertowe
- Re matto tour (2010)
- Solo tour 2.0 (2011)
- L’Essenziale Anteprima Tour – L’Essenziale Tour (2013)
- #MengoniLive (2015–2016, 2019, 2022)
- Marco negli stadi (2022–2023)

## Nagrody i nominacje
| Rok  | Nagroda                 | Kategoria                                                       | Wynik     |
| ---- | ----------------------- | --------------------------------------------------------------- | --------- |
| 2010 | TRL Awards              | Mężczyzna roku                                                  | Wygrana   |
| 2010 | MTV Europe Music Awards | Najlepszy włoski występ                                         | Wygrana   |
| 2010 | MTV Europe Music Awards | Najlepszy europejski występ                                     | Wygrana   |
| 2010 | Wind Music Awards       | Nagroda za Platynowy Album (Dove si vola)                       | Wygrana   |
| 2010 | Wind Music Awards       | Nagroda za platynowy album (Re matto)                           | Wygrana   |
| 2011 | TRL Awards              | Najlepszy artysta z talent-show                                 | Nominacja |
| 2011 | Wind Music Awards       | Nagroda za Platynowy Album (Re matto live)                      | Wygrana   |
| 2011 | Wind Music Awards       | Nagroda za platynowy singiel cyfrowy („Credimi ancora”)         | Wygrana   |
| 2011 | Wind Music Awards       | Nagroda za platynowy singiel cyfrowy („In un giorno qualunque”) | Wygrana   |
| 2012 | TRL Awards              | Najlepszy wygląd                                                | Nominacja |
| 2012 | TRL Awards              | Nagroda dla Supermana                                           | Wygrana   |
| 2013 | Wind Music Awards       | Nagroda za multiplatynowy singiel cyfrowy („L’essenziale”)      | Wygrana   |
| 2013 | Wind Music Awards       | Nagroda za platynowy album (#prontoacorrere)                    | Wygrana   |
| 2013 | MTV Awards              | Nagroda Supermana                                               | Wygrana   |
| 2013 | MTV Awards              | Artist Saga                                                     | Wygrana   |
| 2015 | MTV Europe Music Awards | Najlepszy włoski występ                                         | Wygrana   |
| 2015 | MTV Europe Music Awards | Najlepszy europejski występ                                     | Wygrana   |

## Filmografia
| Rok  | Tytuł                              | Rola     | Uwagi                                 |
| ---- | ---------------------------------- | -------- | ------------------------------------- |
| 2012 | Lorax – Il guardiano della foresta | Once-ler | Dubbing Zdobywca nagrody Leggio d’oro |
| 2019 | Król lew                           | Simba    | Dubbing                               |
| 2019 | Klaus                              | Jesper   | Dubbing                               |